# Мик, Йозеф
Йозеф Мик (Josef Mik, 1839—1900) — австрийский ботаник и энтомолог. С 1889 года рыцарь Императорского австрийского ордена Франца Иосифа.

## Биография
В 1857—1861 гг. учился в Вене, затем занимал должность преподавателя в разных гимназиях Австрии. Научная деятельность Мика касается флоры Австрии и систематики и биологии двукрылых насекомых. Мик считается одним из лучших диптерологов. С 1882 года состоял одним из редакторов журнала «Wiener Entomologische Zeitung».

## Труды
- «Dipterologische Untersuchungen» (Вена, 1878);
- «Dipterologische Mittheilungen» (ibid., 1881—1882);
- «Diptera d. Gebietes von Hernstein etc.» (ib., 1885);
- «Dipterologische Miscellen» (26 ч., 1886—1900);
- «Diptera aus der östl. Kirghisensteppe» («Труды Рус. Энтом. Общ-ва», 1889) и многие другие.